# Kościół św. Wojciecha w Trzcielu
Kościół pw. św. Wojciecha w Trzcielu – rzymskokatolicki kościół parafialny w Trzcielu, w powiecie międzyrzeckim, w województwie lubuskim. Administracyjnie należy do dekanatu Babimost diecezji zielonogórsko-gorzowskiej. 

## Historia
Świątynia została wybudowana w 1824 roku w stylu neogotyckim na miejscu starszej budowli, spalonej w 1809 roku. Decyzję o odbudowie podjął ówczesny właściciel posiadłości Trzciela, oraz patron kościoła rzymskokatolickiego. Kościół nie miał wieży, a dwa dzwony były zawieszone na osobno wybudowanej obok świątyni dzwonnicy. W 1901 roku została ukończona budowa wieży kościelnej, która ma 42 metry wysokości.
Wieża zwieńczona jest wysokim krzyżem metalowym. W kopule wieży świątyni w małej metalowej skrzynce Hest umieszczona dokumentacja budowy wieży. 23 grudnia 1900 roku w wieży zostały zawieszone dzwony. 23 września 1903 roku na wieży budowli został zamontowany zegar wykonany w Głogowie. W latach 1928–1929 przeprowadzono kapitalny remont świątyni, m.in.: oblicowano zewnętrzne ściany tzw. murem pruskim, położono nowy dach, wyposażono wnętrze oraz dobudowano przedsionek łączący budowlę z wieżą. Budowla posiada barokowe wyposażenie wnętrza.